# Quân đoàn I Hàn Quốc
Quân đoàn 1 Hàn Quốc được thành lập vào ngày 24 tháng 7 năm 1950, ngay trước khi diễn ra trận Vành đai Pusan, bao gồm sư đoàn bộ binh số 8 và sư đoàn thủ đô.
Trụ sở chính của quân đoàn được đặt tại Sangju.
Hiện nay, quân đoàn 1 là quân đoàn lớn nhất trong lực lượng trực thuộc quân đội Hàn Quốc. Quân đoàn 1 biên chế 3 sư đoàn bộ binh, 1 sư đoàn bộ binh cơ giới và một lữ đoàn riêng biệt.